# Buff

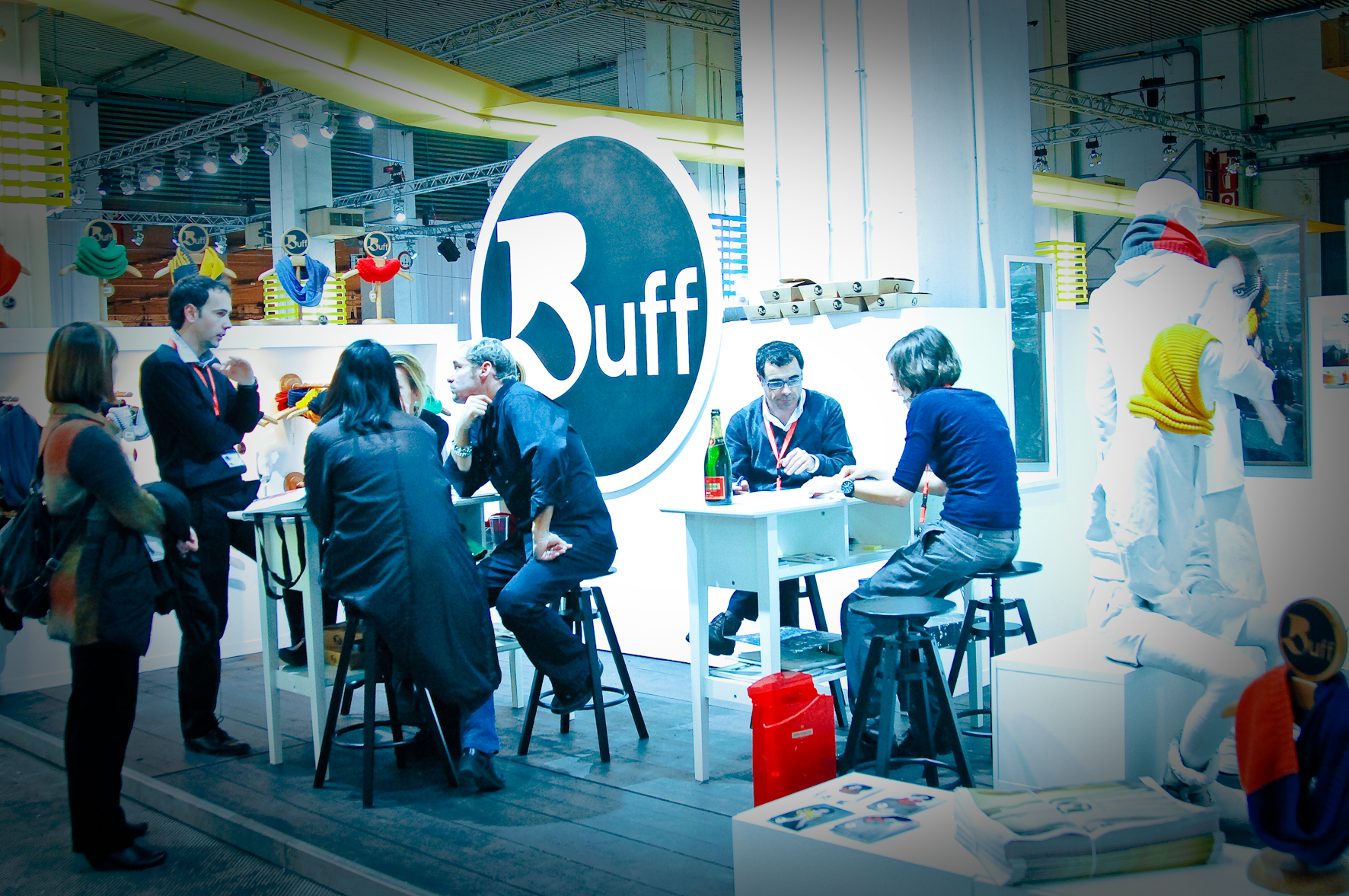
Stand de Buff a la fira The Brandery (2010)

Buff® és la marca d'una peça capaç de protegir del fred, del vent o del sol, fabricada per l'empresa Original Buff S.A..
Original Buff S.A. és una empresa catalana amb seu a Igualada que en 1992 va crear el primer tapaboques tubular multifuncional sense costures sota la marca BUFF®. Un 80% de les vendes correspon a exportacions a més de 60 països a través de distribuïdors exclusius. L'oficina central i la planta de producció ocupen unes instal·lacions de 8.000 m². L'empresa també té una oficina de vendes i magatzem als Estats Units. El disseny, la producció, l'estampació, les campanyes publicitàries i l'embalatge es fan a la mateixa seu, i compta amb més de 200 treballadors.

## Història

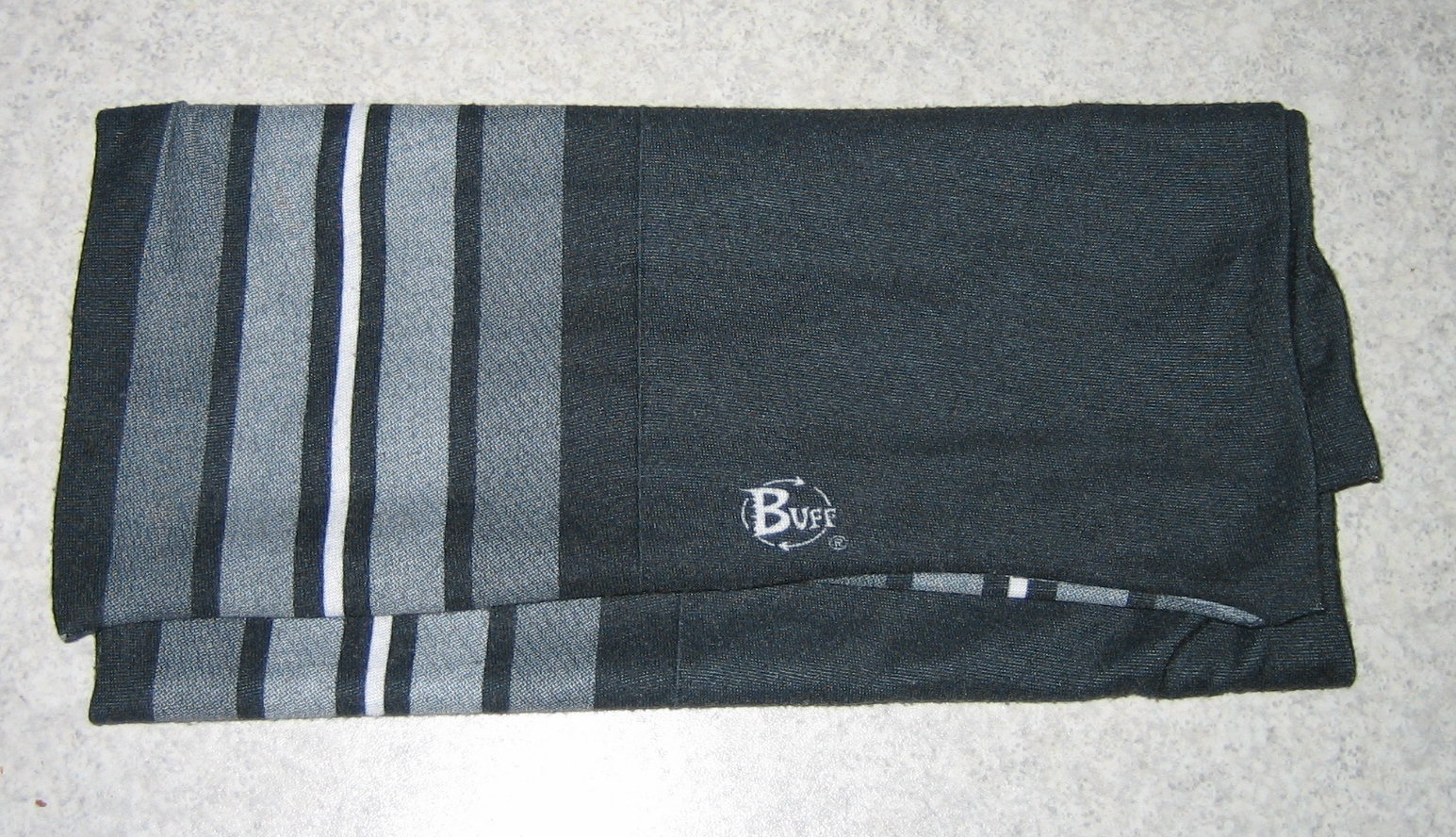
Tapaboques, plegat, amb el logo de Buff

El tapaboques va ser ideat l'any 1991 per Joan Rojas, motorista i empresari tèxtil d'Igualada a qui la crisi del sector el va obligar a reinventar el negoci. Com a motociclista, usava una braga militar de llana al coll per protegir-se del vent i del fred, i va decidir millorar-la perquè picava i era bastant lletja. El nou tapaboques fou inicialment concebut com a peça de roba tubular feta amb microfibra i sense costures, per a la protecció del vent en motociclisme. El nom inicial de l'empresa era Caviro S.L. que posteriorment es canvià a Original Buff, S.A. L'any 1992 va crear el primer tapaboques tubular multifuncional sota la marca Buff®. El producte va ser proporcionat a monitors d'esquí i botigues. L'any 1995 va començar a exportar a diferents punts d'Europa, principalment a França, Suïssa i Alemanya.
L'empresa progressivament incorporà nous teixits tècnics de fabricants, com Windstopper®, Coolmax® o Polartec®, i amplià el catàleg amb un ampli ventall de productes sota un mateix concepte com Polar Buff®, Baby Buff®, Buff® Innova, Reflective Buff® o Visor Buff®.
Els tapaboques Buff® s'han promocionat a Survivor, un reality show dels Estats Units on ha estat usat per tots els concursants. Des de l'any 2003 fins al 2008 l'empresa fou la patrocinadora de les curses de resistència d'alta muntanya anomenades Skyrunner World Series. Els tapaboques Buff® també han estat usats per Ewan McGregor i Charley Boorman durant el seu viatge des de John o'Groats, Escòcia, fins a Cap Agulhas, Sud-àfrica, per al xou Long Way Down. Buff® ha estat també el principal patrocinador d'Ander Mirambell, primer pilot català de skeleton als Jocs Olímpics de Vancouver 2010.
L'any 2010 l'empresa diversificà la seva activitat i feu el salt del món de l'esport cap al de la moda, amb una col·lecció ‘causal wear’ per a ús no esportiu sinó combinat amb el vestuari quotidià, amb tricot com a teixit, i participant en la fira The Brandery.
Actualment, BUFF® dissenya i produeix accessoris tant pel coll com pel cap: gorros, gorres, bufandes tubulars, bandanes i accessoris per home, dona, nens i gossos.